# Garhoud
Garhoud o Al-Garhoud és un barri residencial de Dubai format per vil·les, a prop de l'Aeroport Internacional de Dubai. Està coberta d'una gran varietat d'arbres. Entre els seus atractius hi ha un gran centre comercial.
El Pont d'Al-Garhoud (جسر القرهود) és un dels quatre que creuen el khor; a més està creuat pel túnel d'Al-Shindaga i el trànsit, fins a 900 vehicles en una hora, sovint es col·lapsa. Els altres ponts són: l'Al-Maktoum, el Business Bay, i el Pont Flotant. El pont té tres carrils en cada sentit. Actualment s'està construint un nou pont amb 13 carrils.